# Lepidagathis secunda
Lepidagathis secunda är en akantusväxtart som först beskrevs av Francisco Manuel Blanco, och fick sitt nu gällande namn av Christian Gottfried Daniel Nees von Esenbeck. Lepidagathis secunda ingår i släktet Lepidagathis och familjen akantusväxter. Inga underarter finns listade i Catalogue of Life.